# Wapentent
Een wapentent of baldakijn is een heraldisch pronkstuk. De koepel boven de wapentent herinnert aan de ronde tenten van de middeleeuwse ridders en de paviljoens of baldakijnen boven een troon. Alleen een koning gebruikt een dergelijke koepel of wapentent in zijn wapen. Soms is de "leus" op de zoom van de koepel geplaatst. De tentstok die het geheel moet dragen ontbreekt soms.
Onder een wapentent hangt een wapenmantel die op het eerste gezicht op een met hermelijn gevoerde kroningsmantel lijkt.
De dag waarop de wapentent zijn intrede deed in de heraldiek is precies bekend; in 1609 publiceerde Phillipe Moreau in Bordeaux een boek met de titel "Tablau des Armoires de France". Daarin combineerde hij het grote (portret)zegel waarop de vorst zittend onder een baldakijn was afgebeeld met het wapen van de koning.
Zo kwam het schild onder een troonhemel te staan.
Deze wijze om een wapen te tekenen vond overal in Europa navolging al waren de Franse koning zèlf, of zijn wapenkoningen en herauten, niet geneigd om het onorthodoxe en ongevraagde advies na te volgen. Het duurde nog meer dan een eeuw voordat de Franse koningen wapens met een wapentent gingen voeren.Toen voerden alle Europese vorsten al meerdere generaties wapens "à la Moreau".
De in Rome levende Jezuïet en heraldicus Silvester Petra Sancta heeft in 1638 in zijn wapenboek vastgelegd dat alleen koningen en keizers een wapentent mochten gebruiken. Deze laatsten waren het daar uiteraard mee eens want ieder privilege is welkom en ook de hertogen en prinsen hebben in de loop der jaren vaak gebruikgemaakt van wapenmantels in hun wapens. Lagere edelen is het gebruik van mantels in hun wapen volgens de heraldische conventies niet toegestaan.
In de Kerkelijke heraldiek komt de wapentent niet voor maar de Rooms-katholieke kerk gebruikt wel de "ombrellino", een gekleurde en aan de wapentent verwante heraldische parasol, in het wapen van Vaticaanstad en op het officiële wapen van de Kardinaal-Camerlengo tijdens het sede-vacante.
In Nederland wordt het rijkswapen sinds 1814 gedekt met een wapentent, dat was ook in het Koninkrijk Holland al zo. Het in 1831 vastgestelde Belgische rijkswapen heeft ook een wapentent.
In Nederland is er één gemeentewapen dat eveneens is gedekt door een wapentent: dat van de gemeente Beverwijk.

adelaar · Agnus Dei · alliantiewapen · andreaskruis · ankerkruis · armoriaal · baldakijn · barensteel · bezant · Bourgondisch kruis · brisure · cartouche · centaur · cordelière · dekkleed · dorpsvlag · dorpswapen· drieberg · dubbelkoppige adelaar · dwarsbalk · fleur de lis · fleuron · Friese adelaar · gaande leeuw · gecarteleerd · Gelderse leeuw · gepaald · gravenkroon · groot wapen · griffioen · hartschild · helmkroon · helmteken · heraldische kleur · herautstuk · hermelijn · hoed · Hollandse tuin · huismerk · Jeruzalemkruis · karbonkel · keizerskroon · keper · koek · kromstaf · kroon · krukkenkruis · kwartier · kwartileren · kwartierzoom · leeuw · markiezenkroon · merlet · molenijzer · motto · muurkroon · nassaublauw · natuurlijke kleur · Nederlandse leeuw · Nederlandse Maagd · ombrellino · ordeketen · palen · pentagram · pijlenbundel · raadselwapen · raaf · respectant · riddertoernooi · rijksbanier · rijkskleuren · rijksstandaard · rijkswapen · roos · Rudolfinische keizerskroon · Saksenros · Saladins Adelaar · scharlakenrood · schildhoofd · schildhouder · schildvoet · schildzoom · schoof · schuinbalk · schuinstreep sinister · sinister · sleutels van Petrus · socialistische heraldiek · sprekend wapen · stadskleuren · standaard · stedenmaagd · ster · tinctuur · vair · vermeerdering · vlag · vorstenhoed · vrijheidshoed · vrijkwartier · vrouwenwapen · wapen · wapenbelasting · Wapenboek Beyeren · Wapenboek Gelre · wapenbord · wapendiploma · wapendier · wapenkast · wapenkoning · wapenmantel · wapenrecht · wapenrol · wapenstier · wapentent · wassende en afnemende maan · Waterlandse zwaan · Westfriese boomwapens · wildeman · wolfsangel · wrong